# Little Deuce Coupe
| Recensione                    | Giudizio |
| ----------------------------- | -------- |
| AllMusic                      | [ 1 ]    |
| Blender                       | [ 2 ]    |
| Encyclopedia of Popular Music | [ 3 ]    |
| Record Mirror                 | [ 4 ]    |
| The Rolling Stone Album Guide | [ 5 ]    |
| Piero Scaruffi                | 3/10     |

Little Deuce Coupe è il quarto album in studio del gruppo musicale statunitense surf-rock The Beach Boys, pubblicato dalla Capitol Records nel 1963.
Questo fu il loro primo album ad essere dedicato alle automobili, dopo tre dischi dedicati al Surf. Infatti ritornano delle canzoni sulle macchine che il gruppo aveva già registrato in altri dischi: 409 da Surfin' Safari, Shut Down da Surfin' USA e Little Deuce Coupe stessa da Surfer Girl.
Fu il secondo disco prodotto da Brian Wilson ed è l'ultimo album dei Beach Boys al quale contribuì il chitarrista David Marks, sostituto, per quattro dischi, di Al Jardine.
Attualmente Little Deuce Coupe è disponibile in formato CD in abbinamento con All Summer Long, con l'aggiunta di bonus tracks del periodo.

## Il disco

### Produzione

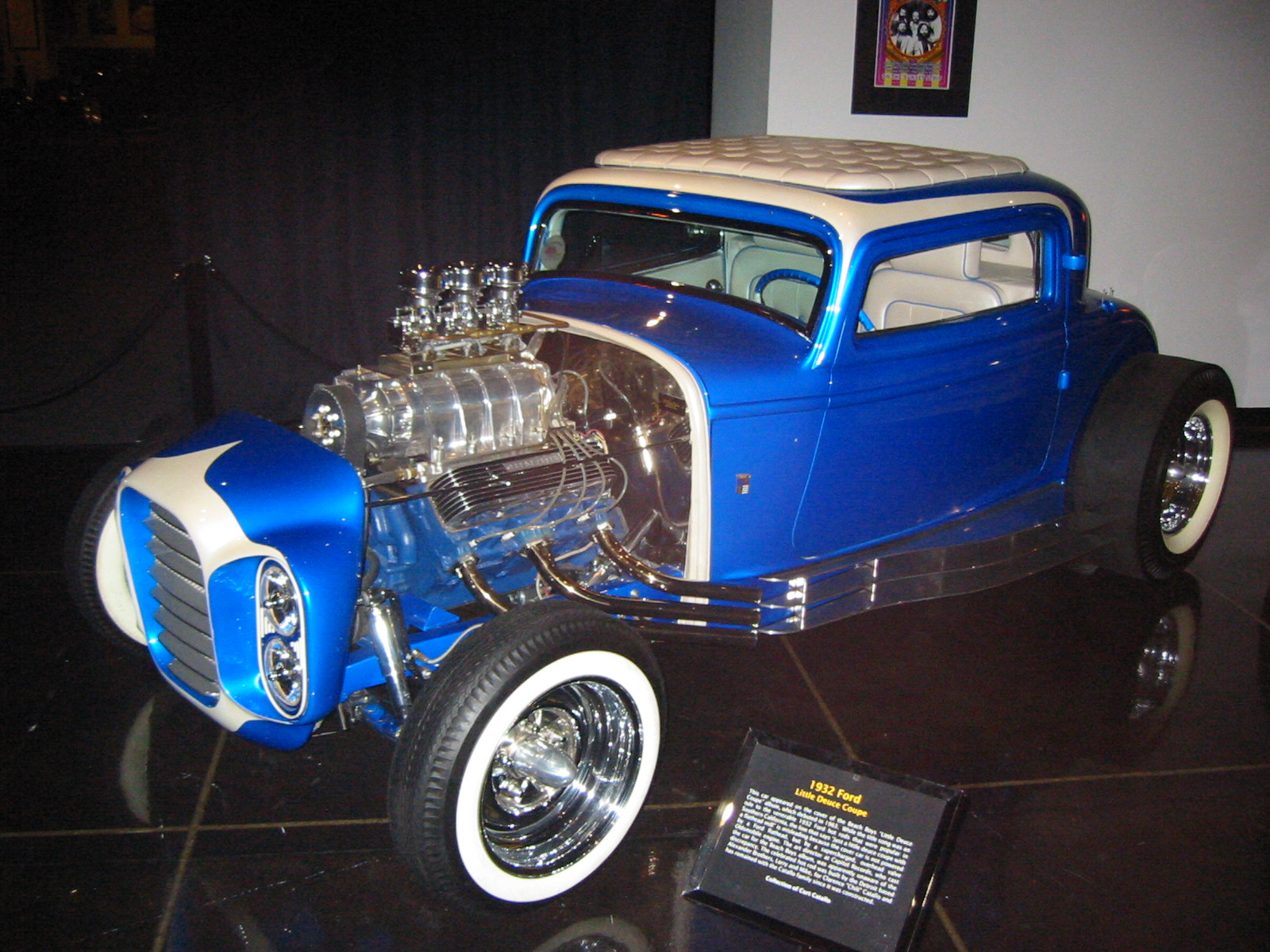
Una Ford Modello B Coupé del 1932 "modificata" in stile hot rod.

Nell'estate del 1963, la Capitol Records pubblicò un album compilation intitolato Shut Down, che includeva due brani dei Beach Boys, l'omonima Shut Down e 409, senza l'autorizzazione o il coinvolgimento della band. Prontamente Brian Wilson si mise al lavoro su svariate canzoni che stava completando (composte principalmente con il DJ radiofonico Roger Christian) e la band si rinchiuse in studio per dare velocemente alle stampe il nuovo album intitolato Little Deuce Coupe, significativamente appena un mese dopo la pubblicazione di Surfer Girl. Otto delle tracce sul disco erano nuovi brani, mentre Little Deuce Coupe, Our Car Club, Shut Down e 409 erano già tutte uscite nei precedenti tre album del gruppo.
Anche se era rischioso saturare il mercato facendo uscire così tanti dischi della band a così poca distanza l'uno dall'altro, Little Deuce Coupe si rivelò un elevato successo commerciale per i Beach Boys, raggiungendo la posizione numero 4 in classifica negli Stati Uniti. Poiché quasi tutti i brani sull'album avevano testi incentrati sulle automobili (tranne Be True to Your School),  a posteriori alcuni critici definirono Little Deuce Coupe come una sorta di concept album ante litteram.
Nonostante Nick Venet sia accreditato come produttore di Shut Down e Murry Wilson lo sia per 409, la produzione ufficiale dell'intero Little Deuce Coupe è accreditata al solo Brian Wilson.
Dopo la pubblicazione della versione sull'album, Brian Wilson ri-registrò Be True to Your School per la pubblicazione su singolo, e il brano divenne un successo da Top 10 hit.
Una "Deuce Coupe" è una Ford Modello B Coupé del 1932. Questo modello d'auto veniva all'epoca considerato dai giovani come la macchina da corsa "Hot rod" per definizione.

### Copertina
La foto di copertina dell'album venne fornita dalla rivista Hot Rod, e mostra il solo corpo (con la testa tagliata via dall'inquadratura della foto) del corridore Clarence "Chili" Catallo e la sua Ford Coupé elaborata, conosciuta presso gli appassionati di bolidi hot rod con il soprannome di "the lil' deuce coupe". Una foto integrale di Catallo e della sua auto era apparsa sulla copertina del numero del luglio 1961 di Hot Rod Magazine.

## Tracce
Lato 1
1. Little Deuce Coupe (Brian Wilson/R.Christian) - 1:37 1
2. Ballad Of Ole'Betsy (Brian Wilson/R.Christian) - 2:14 2
3. Be True to Your School (Brian Wilson/Mike Love) - 2:06 1
4. Car Crazy Cutie (Brian Wilson/R.Christian) - 2:47 2
5. Cherry,Cherry Coupe (Brian Wilson/R.Christian) - 1:47 1
6. 409 (Brian Wilson/Mike Love/Gary Usher) - 1:57 1

Lato 2
1. Shut Down (Brian Wilson/R.Christian) - 1:49 1
2. Spirit of America (Brian Wilson/R.Christian) - 2:17 2
3. Our Car Club (Brian Wilson/Mike Love) - 2:20 1-2
4. No-Go Showboat (Brian Wilson/R.Christian) - 1:53 1-2
5. A Young Man Is Gone (Brian Wilson) - 2:10 3
6. Custom Machine (Brian Wilson/Mike Love) - 1:38 1

### Specifiche esecutori
- 1 con Mike Love come voce solista
- 2 con Brian Wilson come voce solista
- 3 con i Beach Boys a cappella

## Formazione
- Mike Love - voce solista, sax
- Brian Wilson - basso, pianoforte, voce
- David Marks - chitarra ritmica
- Carl Wilson - chitarra, voce
- Dennis Wilson - batteria, voce
- Al Jardine - basso, voce (solo nelle tracce nuove)